# Napf (Berg)
Der Napf ist mit 1406 m ü. M. der höchste Gipfel des Napfberglandes in den Emmentaler Alpen der Schweiz. Das auf ihm befindliche Bergrestaurant liegt im Kanton Bern (Gemeindegebiet von Trub). Wenig nördlich davon verläuft die Grenze zum  Kanton Luzern.

## Geographie

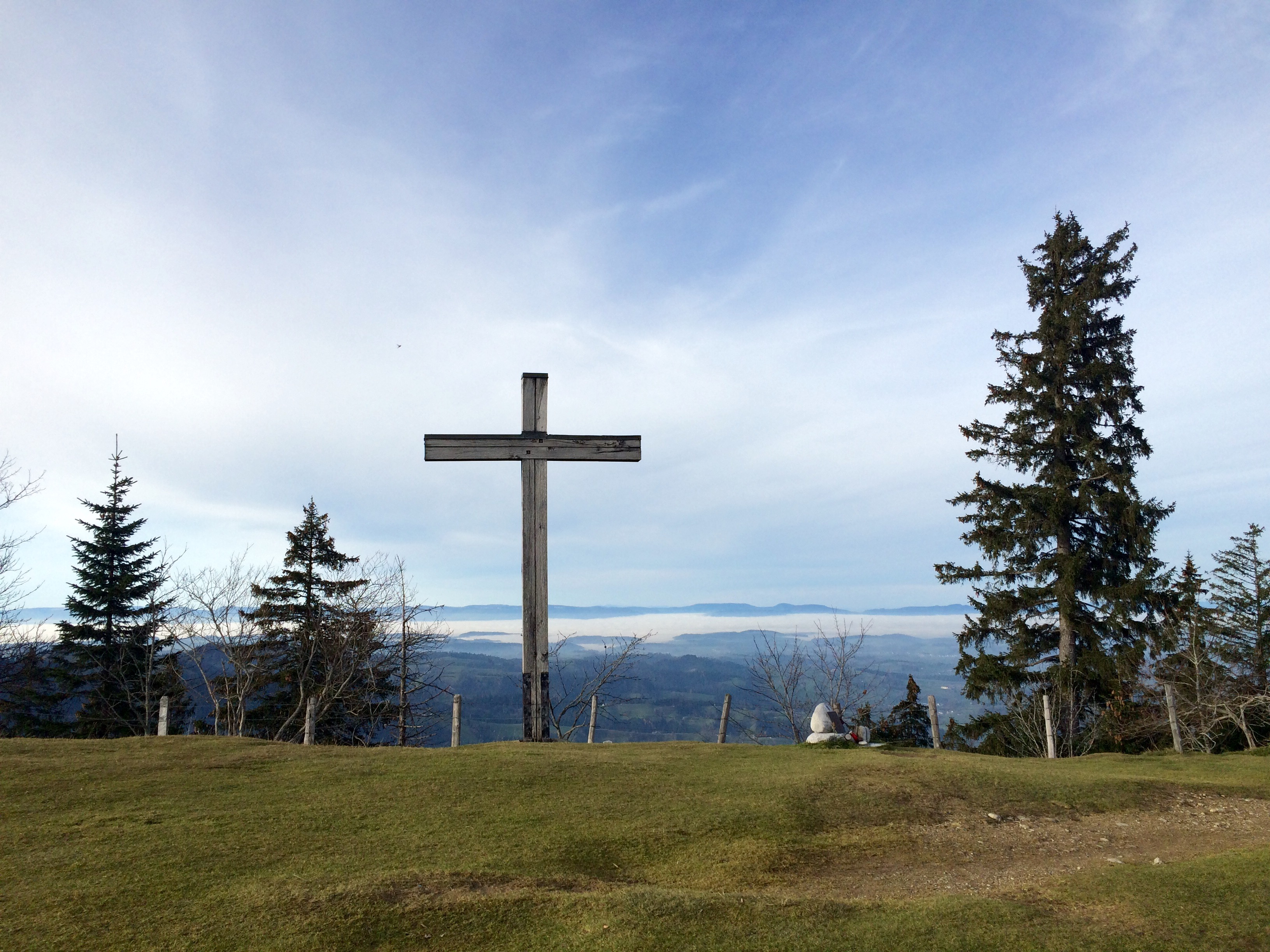
Das Gipfelkreuz auf dem Napf

Der Napf ist Teil eines hohen, aber kurzen in West-Ost-Richtung vom Farnli-Esel über den Hochänzi und den Napf bis zum Hängst verlaufenden Bergkamms. Sowohl gegen Norden als auch gegen Süden fällt der Napf mit sehr steilen und dicht bewaldeten (Tannen-Buchenwälder) Hängen ab. An den Berghängen entspringen die Luthern und die Enziwigger, welche durch tiefe Kerbtäler nach Norden strömen und zum Einzugsgebiet der Wigger gehören. Am Südhang des Napfs hat die Trueb ihren Ursprung, die durch den Fankhusgrabe zur Ilfis (rechter Nebenfluss der Emme) fliesst.

### Klima
Für die Normalperiode 1991–2020 beträgt die Jahresmitteltemperatur 5,7 °C, wobei im Februar mit −1,6 °C die kältesten und im Juli und August mit 13,9 °C die wärmsten Monatsmitteltemperaturen gemessen werden. Im Mittel sind hier rund 127 Frosttage und 51 Eistage zu erwarten. Sommertage gibt es im Jahresmittel 3 bis 4, während keine Hitzetage zu verzeichnen sind. Die Messstation von MeteoSchweiz liegt auf einer Höhe von 1406 m ü. M.
|                        | Jan  | Feb  | Mär  | Apr  | Mai  | Jun  | Jul  | Aug  | Sep  | Okt  | Nov  | Dez  |   |       |
| Mittl. Temperatur (°C) | −1,3 | −1,6 | 1,0  | 4,2  | 8,3  | 11,9 | 13,9 | 13,9 | 10,0 | 6,8  | 1,7  | −0,7 | ⌀ | 5,7   |
| Mittl. Tagesmax. (°C)  | 1,3  | 1,0  | 3,8  | 7,7  | 12,1 | 15,9 | 18,0 | 17,6 | 13,1 | 9,7  | 4,8  | 2,2  | ⌀ | 9     |
| Mittl. Tagesmin. (°C)  | −3,8 | −4,1 | −1,7 | 1,2  | 5,0  | 8,6  | 10,6 | 10,9 | 7,4  | 4,3  | −0,1 | −2,8 | ⌀ | 3     |
|                        |      |      |      |      |      |      |      |      |      |      |      |      |   |       |
| Niederschlag (mm)      | 98   | 98   | 114  | 126  | 188  | 178  | 188  | 176  | 131  | 118  | 110  | 124  | Σ | 1649  |
|                        |      |      |      |      |      |      |      |      |      |      |      |      |   |       |
| Sonnenstunden (h/d)    | 3,3  | 3,6  | 4,4  | 5,0  | 4,9  | 5,8  | 6,1  | 6,0  | 4,9  | 4,2  | 3,1  | 2,7  | ⌀ | 4,5   |
|                        |      |      |      |      |      |      |      |      |      |      |      |      |   |       |
| Regentage (d)          | 11,1 | 10,8 | 12,5 | 12,6 | 15,1 | 13,8 | 13,4 | 12,8 | 11,2 | 11,9 | 11,4 | 12,7 | Σ | 149,3 |
|                        |      |      |      |      |      |      |      |      |      |      |      |      |   |       |
| Luftfeuchtigkeit (%)   | 74   | 76   | 78   | 77   | 80   | 80   | 78   | 79   | 84   | 80   | 77   | 75   | ⌀ | 78,2  |

| −3,8 |

| −4,1 |

| −1,7 |

| 1,2 |

| 5,0 |

| 8,6 |

| 10,6 |

| 10,9 |

| 7,4 |

| 4,3 |

| −0,1 |

| −2,8 |

| −3,8 |

| −4,1 |

| −1,7 |

| 1,2 |

| 5,0 |

| 8,6 |

| 10,6 |

| 10,9 |

| 7,4 |

| 4,3 |

| −0,1 |

| −2,8 |

## Geologie
Der Berg besteht aus Gesteinsschichten, die zur Zeit der Oberen Süsswassermolasse von mächtigen Flüssen aus den Alpen am nördlichen Alpenrand abgelagert wurden. Diese Flüsse führten oftmals viel Geröll mit sich, weshalb der Napf zur Hauptsache aus Nagelfluh aufgebaut ist, einem Konglomerat aus gerundeten Gesteinsblöcken unterschiedlicher Grösse, die mit einem Bindemittel (Kalk, Sand und Ton) zu einem zusammenhängenden Gestein verfestigt sind. Zwischen den Nagelfluhschichten sind auch feinkörnige Sandstein- und Mergelschichten eingelagert.

## Wanderrouten
Ausgangspunkt für Wanderungen auf den Napfgipfel sind die Mettlenalp (1052 m ü. M.) im Süden und Luthern (772 m ü. M.) sowie das Luthern Bad (875 m ü. M.) und Wiggernhütte (Gemeinde Hergiswil bei Willisau) im Norden des Berges.
Über den Napf führen die beiden Wanderrouten Nr. 3 Alpenpanorama-Weg (Etappe 15 Napf–Lüderenalp) und Nr. 65 Grenzpfad Napfbergland von SchweizMobil.

## Galerie

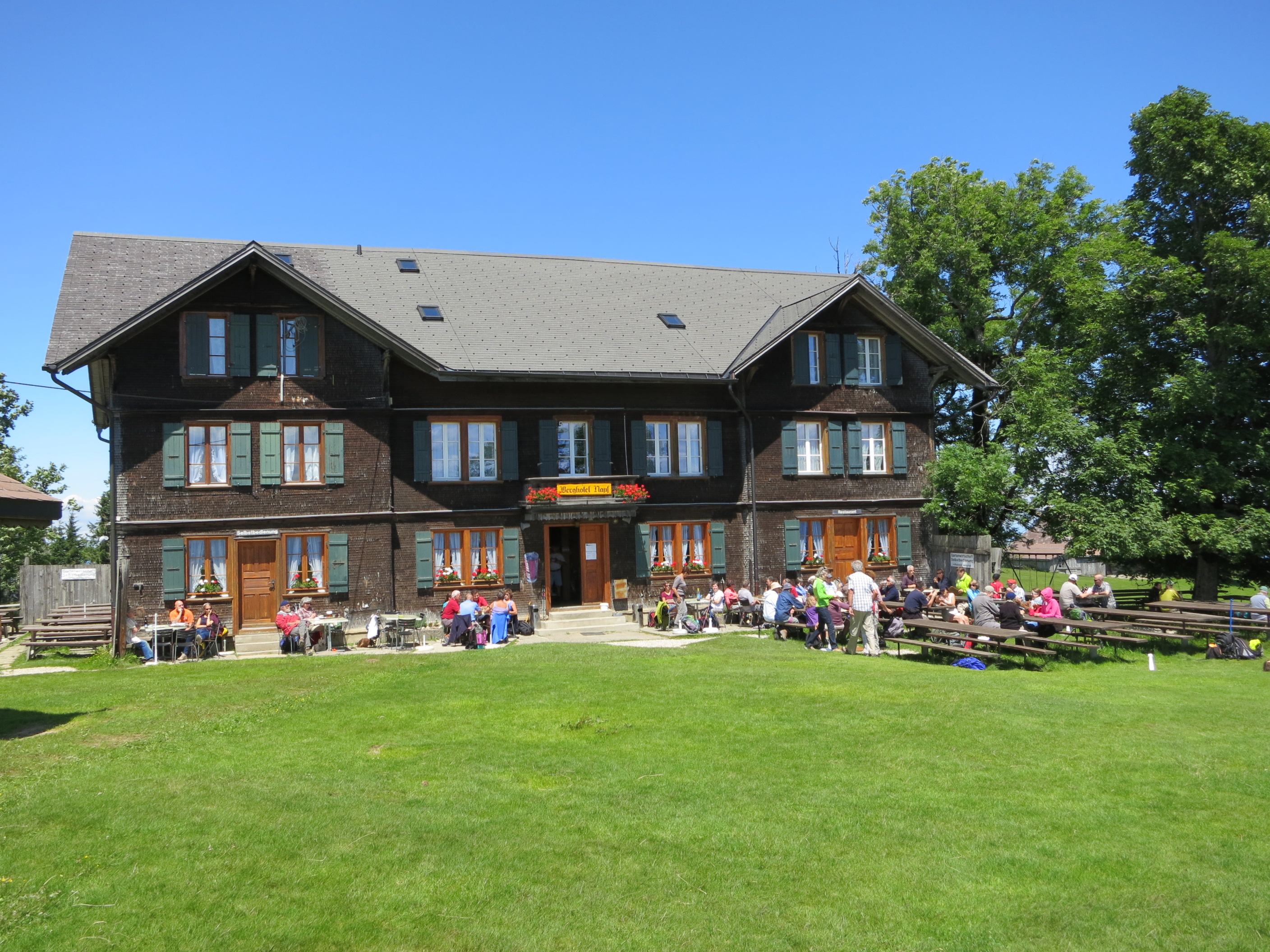
Berghotel Napf
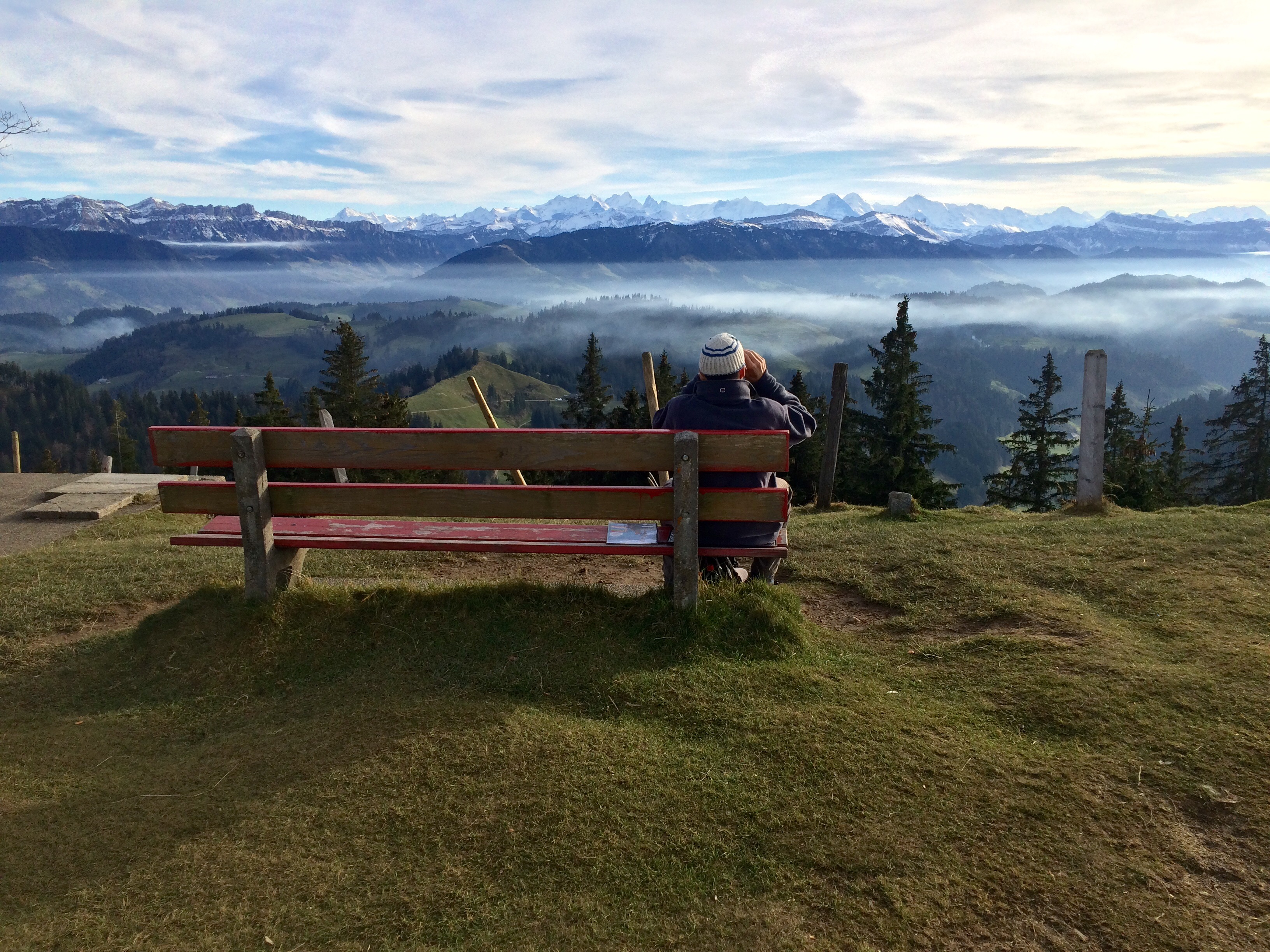
Sicht Richtung Berner Alpen
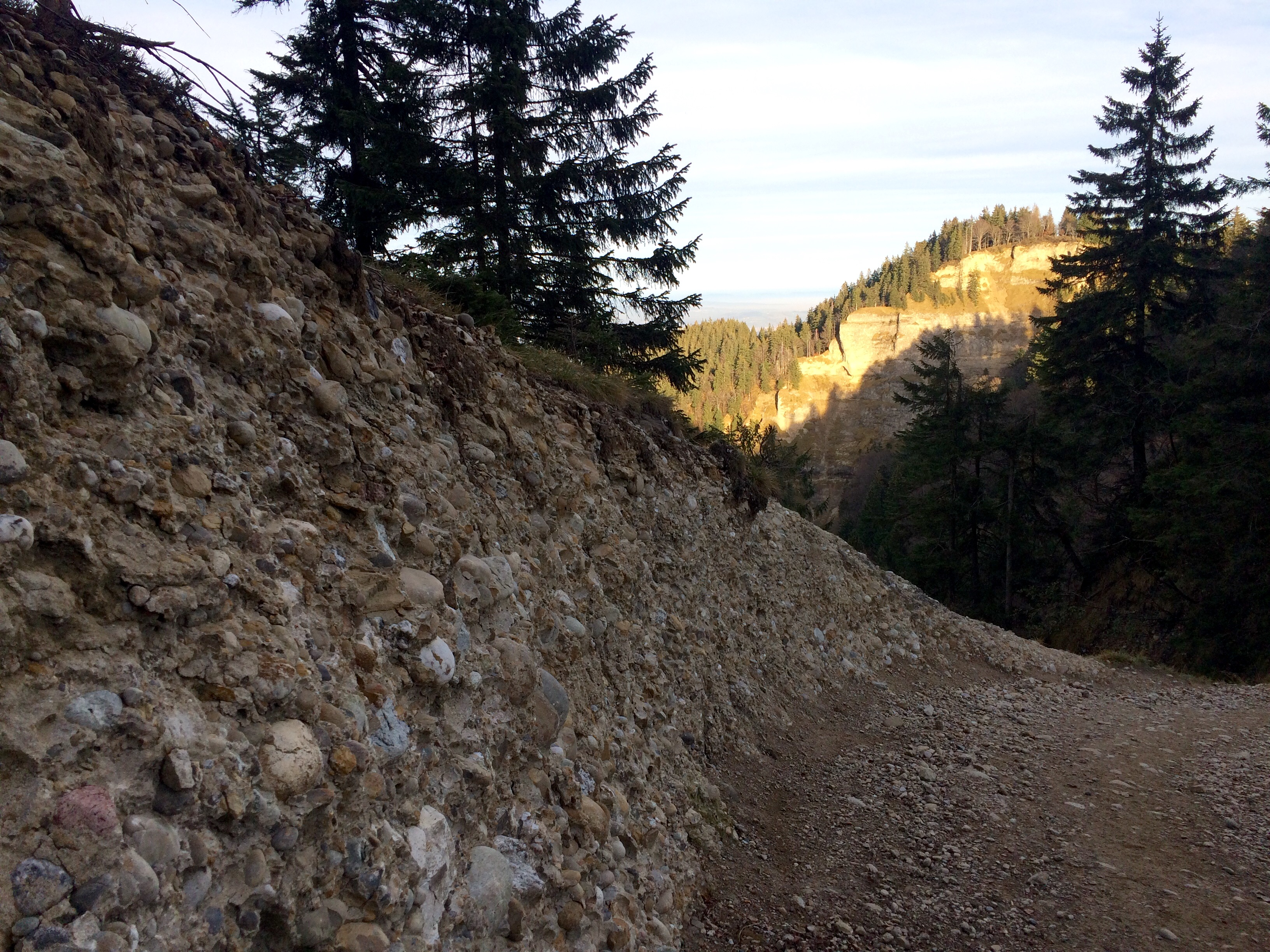
Nagelfluh-Gestein am Napf
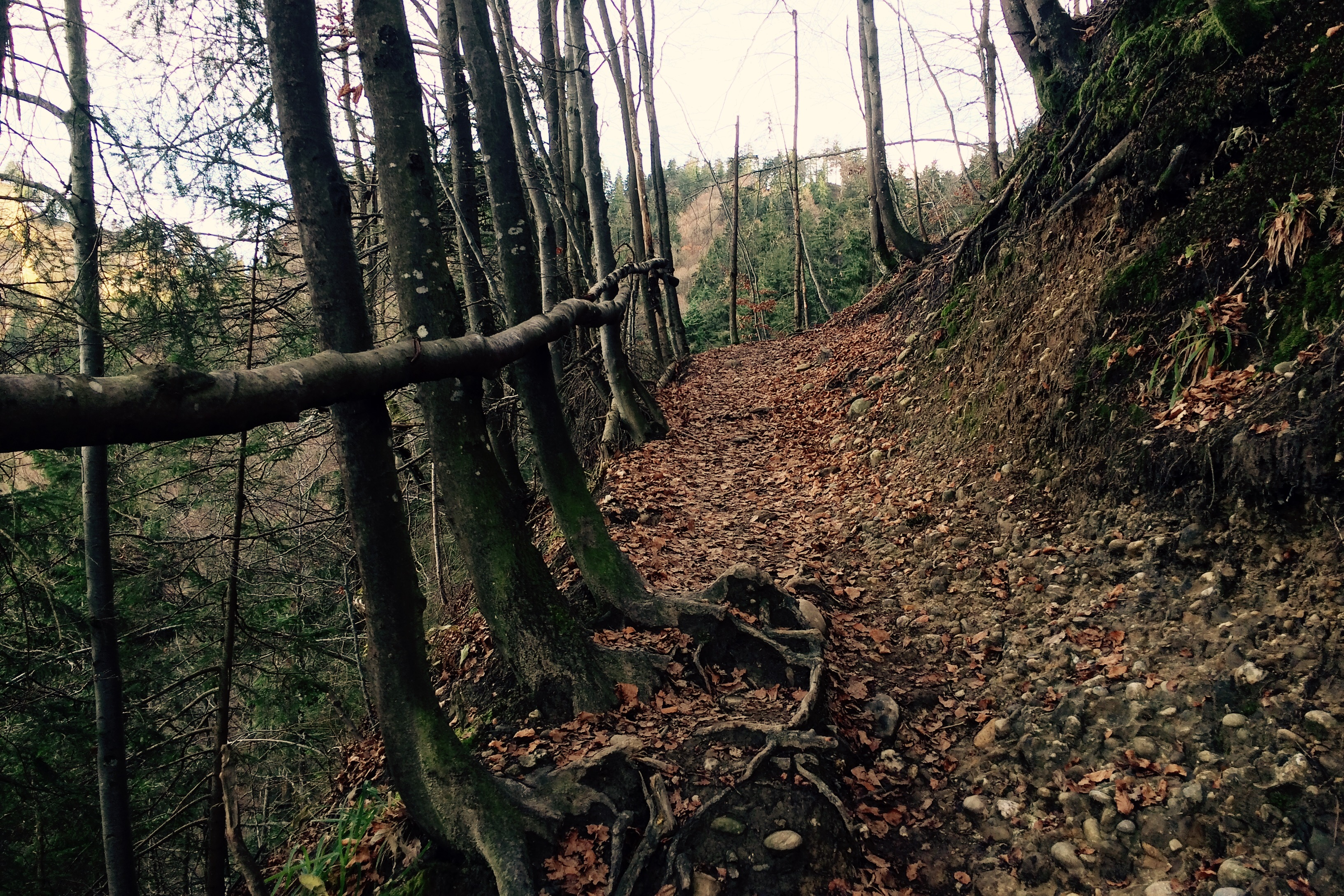
Wanderweg ab der Wiggernhütte

## Panorama

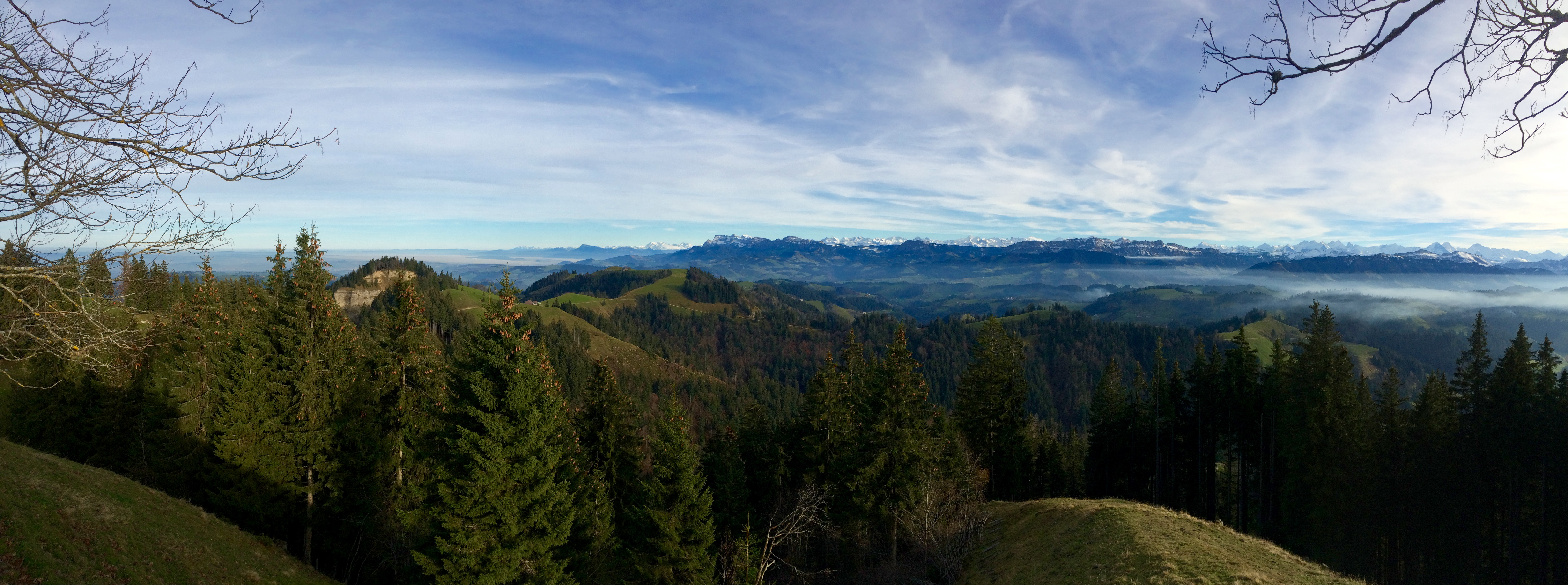
Südostpanorama
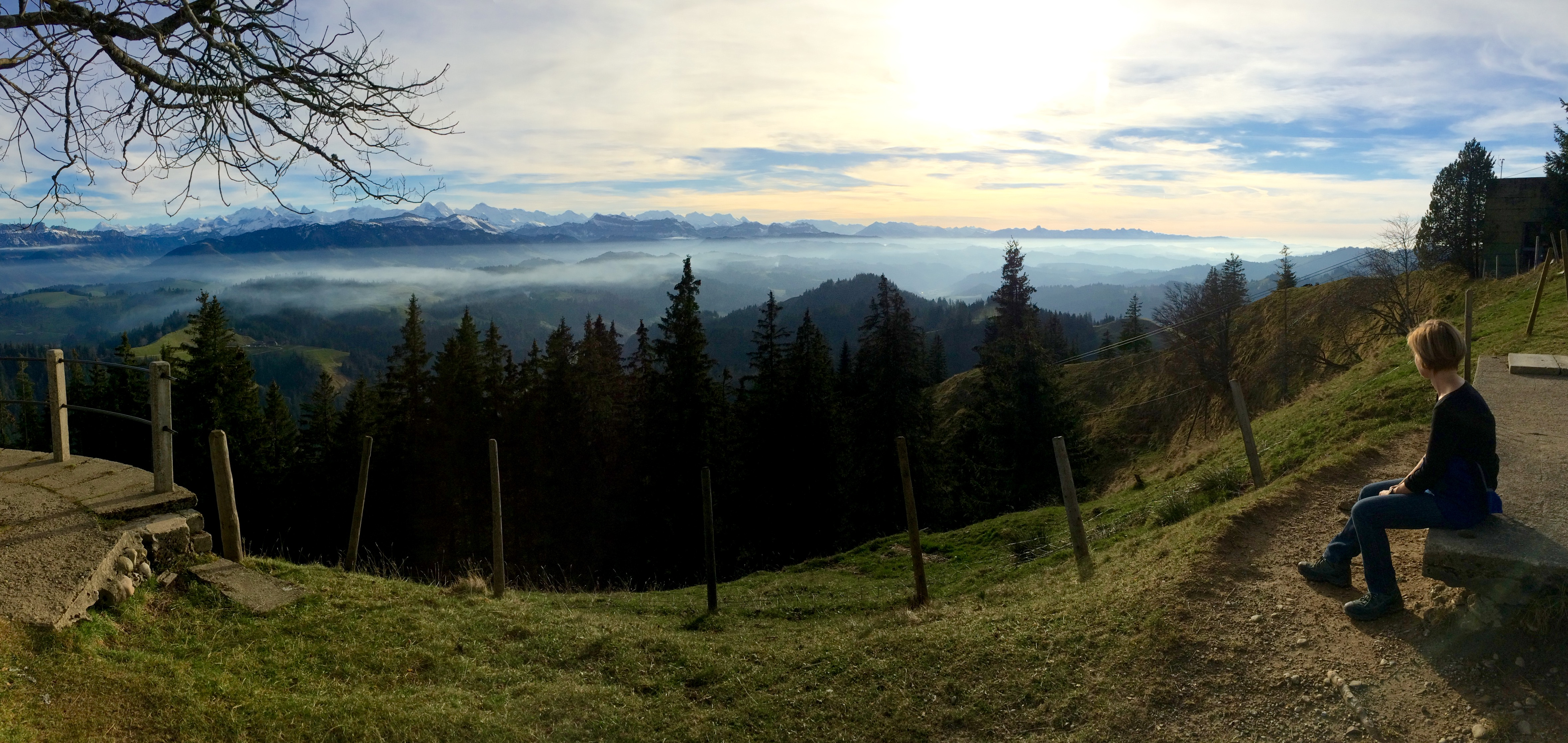
Südwestpanorama
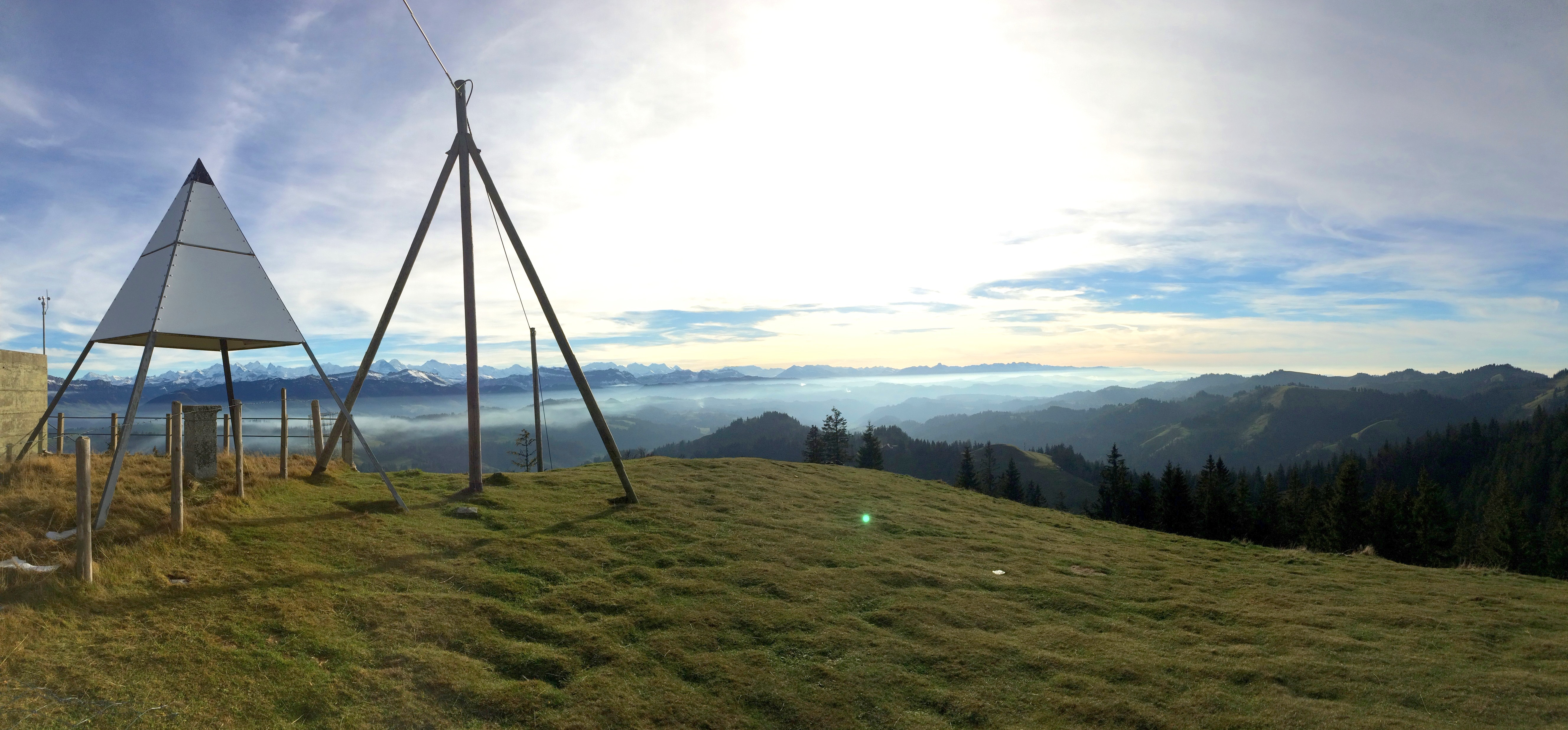
Südwestpanorama beim Triangulationspunkt

## Belege
1. 1 2  
Lage des Triangulationspunkts in Karten der Schweiz (SwissTopo).
2. ↑   Schweiz. Bundesamt für Landestopografie: Schüpfheim. Escholzmatt - Entlebuch - Schimberig (= Landeskarte der Schweiz 1:25'000. Blatt 1169). Bundesamt für Landestopografie swisstopo, Wabern, ISBN 978-3-302-01169-1 (Digitalisat).
3. ↑   Schweiz. Bundesamt für Landestopografie: Wolhusen. Romoos - Menznau - Ruswil (= Landeskarte der Schweiz 1:25'000. Blatt 1149). Bundesamt für Landestopografie swisstopo, Wabern, ISBN 978-3-302-01149-3 (Digitalisat).
4. ↑   Schweiz. Bundesamt für Landestopografie: Sumiswald. Lueg - Dürrenroth -Luthern (= Landeskarte der Schweiz 1:25'000. Blatt 1148). Bundesamt für Landestopografie swisstopo, Wabern, ISBN 978-3-302-01148-6 (Digitalisat).
5. ↑   Schweiz. Bundesamt für Landestopografie: Langnau i. E. Signau - Zollbrück - Trubschachen (= Landeskarte der Schweiz 1:25'000. Blatt 1168). Bundesamt für Landestopografie swisstopo, Wabern, ISBN 978-3-302-01168-4 (Digitalisat).
6. ↑  
Ernst Höhne: Knaurs Lexikon für Bergfreunde / Die Alpen zwischen Matterhorn und Bodensee. Droemer Knaur, München 1987, ISBN 3-426-26223-1, S. 196.
7. ↑  Klimanormwerte Napf. Normperiode 1991–2020. (PDF) In: meteoschweiz.admin.ch. Bundesamt für Meteorologie und Klimatologie MeteoSchweiz, abgerufen am 27. Januar 2022.
8. ↑  Klimanormwerte Napf. Normperiode 1991–2020. (PDF) In: meteoschweiz.admin.ch. Bundesamt für Meteorologie und Klimatologie MeteoSchweiz, abgerufen am 27. Januar 2022.